# Renault 12
Renault 12 är en bil från Renault som presenterades hösten 1969. I likhet med många andra samtida Renaultmodeller är den framhjulsdriven. Den ersatte svansmotordrivna Renault 10. Bilen har skivbromsar fram och trumbromsar bak. Renault 12 tillverkades i såväl sedan- som kombiversion. 1975 moderniserades bilen utseendemässigt med ny kylargrill, större baklyktor och ny instrumentbräda. 1981 ersatte Renault 18 denna modell. Renault 12 licenstillverkades även i Rumänien av Dacia under namnet Dacia 1300, liksom i Turkiet.
Mest intressanta modeller var 12 TS med 1289 cc och 60 hk och, framförallt, 12 Gordini. Medan TS var en lätt uppiffad 12:a, var Gordini-versionen byggd med tävlingsbanan som inspirationskälla. Versionen hade trimmad motor från 16 TS med dubbla Weberförgasare vilket gav en effekt på 125 hk. Den hade dessutom 5-växlad låda, skivbromsar på alla hjul och naken kaross, utan stötfångare och lister, allt för att spara vikt. 12 Gordini var tänkt som en ersättare till den i tävlingssammanhang så framgångsrika R8 Gordini, men framgångarna med den nya bilen uteblev. 12 Gordini kom aldrig att säljas i Sverige; här blev den mest påkostade modellen 12 TS.